# 中華村礦場開發爭議

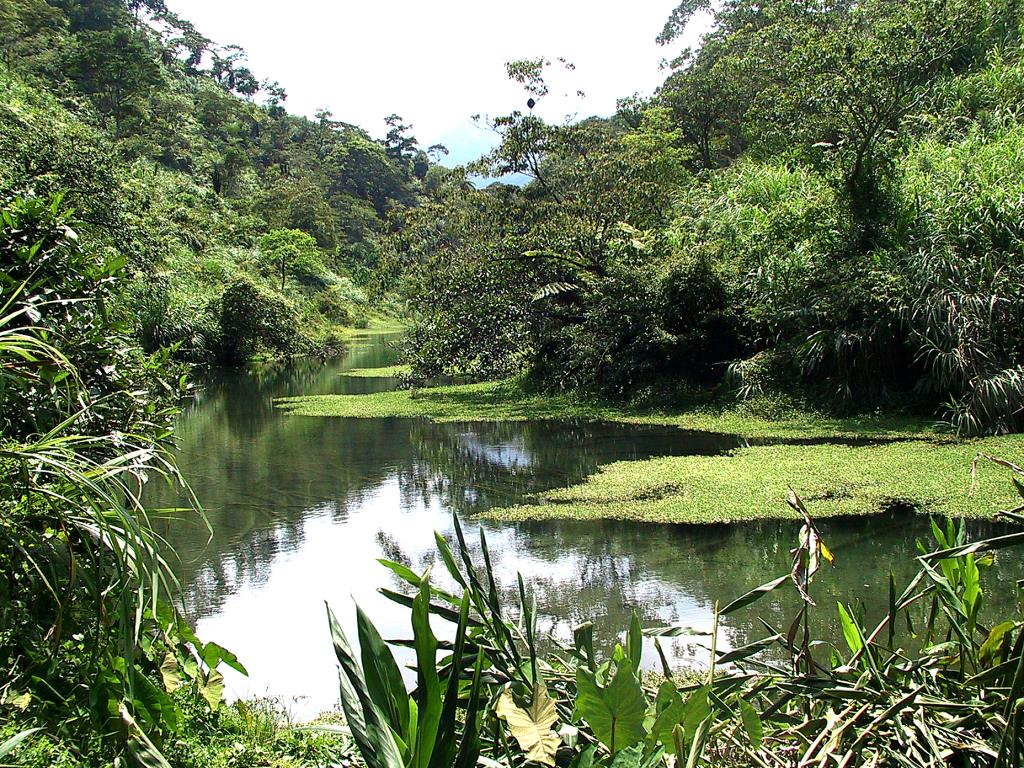
中華村冷埤

中華村礦場開發爭議，是指2019年8月至今，因永侒公司提出在中華民國宜蘭縣員山鄉中華村開發瓷土礦，而引起部分居民反對及抗議之爭議事件。而相關爭議更延伸至對中華村村長的罷免。

## 背景
中華村位處宜蘭縣員山鄉西南部一帶，全村面積為13平方公里，境內全為山地地形。根據2016年的統計，全村社區總人口為304戶722人。而中華村內有三條自然河川，分別是蘭陽溪、粗坑溪及冷埤湖。其中蘭陽溪河床的砂石充沛及優良，令溪畔有多間砂石場開採，粗坑溪則為深溝淨水池的水源，該淨水池可供應22萬人的飲用水。

## 經過
2019年8月，永侒實業公司向經濟部礦務局提交申請，申請於中華村的土地興建及開發超過30公頃的瓷土礦場。而根據環評報告，他們主要開採矽石和瓷土，其中矽石佔了開採總量的87.6%，每日可產出二千多噸的矽石和瓷土，以及將會開採36年。
9月26日，行政院環境保護署對該申請案進行審議，期間中華村村民到場抗議，最終環評委員要求業者補充資料和及後再審。
12月17日，宜蘭縣員山鄉中華社區發展協會、內城社區發展協會等團體組成「護水源反開礦行動聯盟」，並向經濟部礦務局提交4萬人聯署及陳情書，要求永侒實業的礦權在2020年6月底過期後不能繼續核准延長，以及請求駁回申請案。而礦務局表示會依法行政及請民眾對政府抱有信心。
5月至6月期間，環保署召開了兩次環評會議，期間支持及反對人士示威，最後委員決定進入二階段環境影響評估，要求業者在往後至少一年時間內，作出更詳盡的環境調查，及後再重走審查程序。
7月1日，監察院的監察委員田秋堇、林盛豐及蔡崇義申請自動調查，以調查開發案有否影響民生水源、礦務部是否依法辦理、以及宜蘭縣水資源的運用及保護措施。
8月，「護水源反開礦行動聯盟」向行政院提出訴願，請求撤銷環保署作出進入二階程序的決定，以及作出不應開發礦場的決定。而他們亦考慮透過法律程序來捍衛權益。

### 中華村村長罷免及補選
2020年3月，中華村一名阮姓居民指出因中華村村長許正東在鄰長會議中與永侒實業討論如何回饋，且在縣政府召開的國土計劃會議中贊成開發礦場，因而對其提出罷免。而在5月時，罷免連署達到165人，超過法定門檻，罷免案成立。
7月4日，中華村村長許正東罷免案正式投票。結果是同意票數為257票，不同票數為137票，無效票數為3票，同意票超過147票的罷免門檻，許正東正式被罷免，而此罷免案成為首次被罷免成功的宜蘭縣村長。許正東表示尊重中華民國中央選舉委員會決定，並指罷免門檻過低及會有骨牌效應。
9月19日，中華村舉行村長補選，由陳明華以236票打敗周文科的126票勝出，陳明華表示她自己會堅決反對開發案，並會修復當地居民因開發案而造成的對立和分裂。

## 各方反應
支持者方面，時任中華村村長許正東表示，原本他是反對開採案，後因專家認為不構成污染才支持，且中華村屬偏僻地區及需有產業促進地方發展。
反對者方面，中華村社區發展協會理事長陳明華認為，開發礦場將會影響中華村及內域村居民的生活，以及為周遭環境及水源帶來破壞和污染。內城社區發展協會理事長簡裕鴻認為，開發將會將山坡由403公尺挖至210公尺，影響景觀，也會影響附近社區的環境及水源。